# Yacimiento arqueológico de Cabezo Lucero

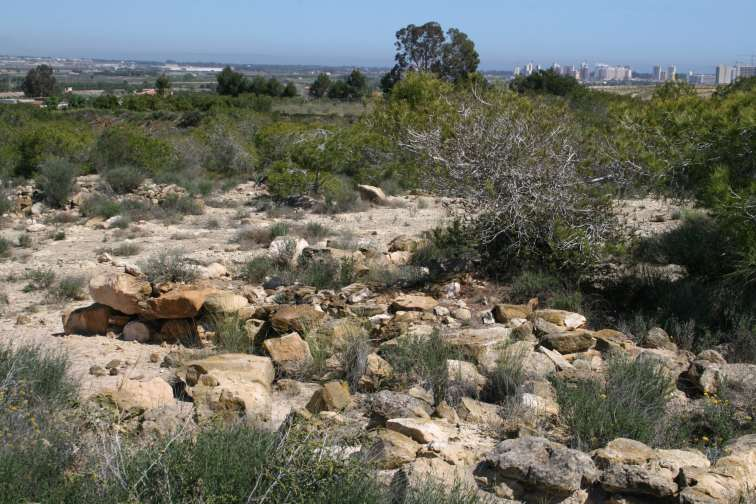
Restos de la necrópolis del yacimiento de Cabezo Lucero.

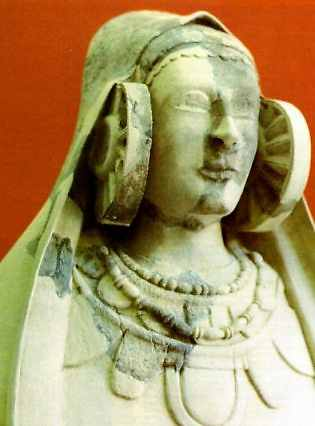
Dama de Cabezo Lucero.

El yacimiento arqueológico de Cabezo Lucero, cuya época corresponde al periodo orientalizante, ibérico antiguo y pleno (siglos VI-III a. C.), está situado entre Guardamar del Segura y Rojales (provincia de Alicante, España), a 2,5 km de Rojales, en el margen derecho del río Segura.
El poblado está situado en el margen de lo que en la antigüedad era una albufera o laguna. En la otra orilla se situaban los poblados de El Oral, La Escuera y la Necrópolis de El Molar. 
El yacimiento arqueológico consta de dos partes, el poblado y la necrópolis. Los restos arquitectónicos son escasos, muy arrasados. Pueden identificarse restos de un torreón cuadrangular, puesto de manifiesto en las excavaciones de los años 80. Unos 200 metros al sur se localiza la necrópolis, con una extensión superior a los 2500 m². Sobre la superficie, con algo de imaginación, es posible observar restos de los túmulos. Hacia el oeste destaca un cabezo redondeado, el Cabezo Soler, con restos superficiales de cerámica ibérica. 
La necrópolis se sitúa a más altura que el poblado, en un cabezo, desde pueden apreciar interesantes vistas sobre la antigua laguna. Las excavaciones han proporcionado abundantes materiales, como cerámicas de importación (principalmente del siglo IV a. C.), orientalizantes (s. VI-V a. C.), ibéricas, orfebrería, armas como falcatas, puñales y restos de esculturas ibéricas, que incluyen cabezas de animales. Son abundantes las copas áticas de pie bajo. A partir del 350-330 a. C .comienza la decadencia de las importaciones. 
Uno de los hallazgos más relevantes lo constituye la denominada Dama de Cabezo Lucero, reconstruida a partir de numerosos fragmentos y que presenta similitudes con la Dama de Elche.